# Ladislao Teleki

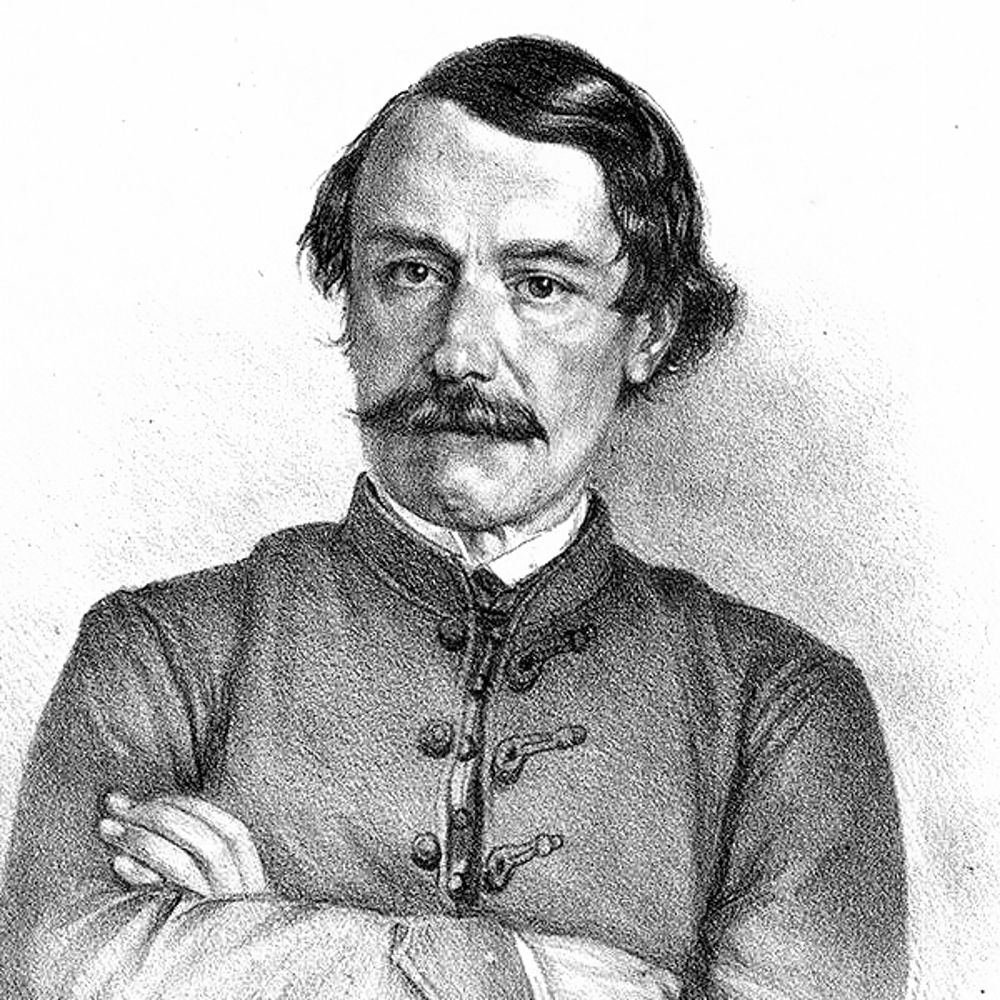
Retrato de Teleki

El conde Ladislao Teleki IV de Szék (en húngaro, Teleki László; 11 de febrero de 1811-7 de mayo de 1861) fue un escritor y político húngaro. Se lo recuerda por ser el autor de la obra Kegyencz (El Favorito, 1841).

## Carrera política
Teleki nació en Pest, hijo de Ladislado Teleki III y Johanna Mészáros. Tras morir su padre en 1821, lo crio su medio hermano mayor, József Teleki (1790-1855). Viajó por Europa durante la década de 1830. A su regreso a Hungría, se dedicó a la política, primero en Transilvania (cuyo gobernador era precisamente su hermano) y luego en la Asamblea Nacional, en la que mostró una preocupación particular por la representación equitativa de las diferentes nacionalidades dentro del Imperio austríaco.
En 1848 llegó la noticia de la revolución en París y viajó a París como enviado. El fracaso de la Revolución húngara determinó su destierro, y en 1851 fue condenado a muerte in absentia. Vivió en Suiza durante la década de 1850 e hizo lo que pudo para ayudar a Lajos Kossuth, a pesar de los desacuerdos entre ambos.
En noviembre de 1860 viajó a Dresde con nombre falso para ver a la viuda Augustzta Lipthay. La policía sajona lo detuvo el 16 de diciembre y cuatro días más tarde fue deportado a Austria, donde fue encarcelado hasta el día de Año Nuevo. Fue indultado tras ciertas negociaciones con las autoridades en las que intervino el propio emperador Francisco José; se le permitió regresar a Hungría con la condición de que abandonara la política revolucionaria y no viajase al extranjero.
Fue recibido como héroe a su vuelta y al punto retomó la actividad política, al frente del Partido de la Resolución (Határozati); propugnó la aplicación estricta de las reformas propuestas en 1848. Se suicidó en oscuras circunstancias el 7 de mayo, la noche anterior a un importante debate público con Ferenc Deák sobre la situación constitucional del emperador. El trágico suceso, ocurrido tan solo un año después de la muerte de Esteban Széchenyi, produjo amplio asombro y tristeza.
A él le dedicó Franz Liszt su rapsodia húngara número 2.